# Kugaaruk
Kugaaruk (en Inuinnaqtun: ᑰᒑᕐᔪᒃ  Kuugaarruk;, «pequeña corriente»  también llamada Arviligjuaq, que significa  «el hábitat de la gran ballena de Groenlandia» ), antes conocida como Pelly Bay hasta el 3 de diciembre de 1999, es un asentamiento ubicado en la costa de Pelly Bay, junto al golfo de Boothia, península Simpson, en la región Kitikmeot, territorio canadiense de Nunavut.

## Demografía
En el censo 2016 la población fue de 933 habitantes.